# فردریکو موجن
فردریکو موجن (به پرتغالی: Frederico Augusto Pieruccini Moojen) مهاجم اهل برزیل است که در شهر Balneário Camboriú و در تاریخ ۲۵ فوریهٔ ۱۹۸۳ به دنیا آمده‌است.
فردریکو موجن در تیم‌های فوتبال Cocoa Expos سابقهٔ حضور دارد.